# عسيم (حورة)
'

تعديل مصدري - تعديل

عسيم هي إحدى قرى عزلة حوره بمديرية حورة التابعة للبابطينة في محافظة حضرموت، بلغ تعداد سكانها 83 نسمة حسب تعداد اليمن لعام 2004.